# Lasiodora cryptostigma
Lasiodora cryptostigma là một loài nhện trong họ Theraphosidae.
Loài này thuộc chi Lasiodora. Lasiodora cryptostigma được Cândido Firmino de Mello-Leitão miêu tả năm 1921.